# Spilosoma charbini
Spilosoma charbini là một loài bướm đêm thuộc phân họ Arctiinae, họ Erebidae.